# El hombre de la cabeza de goma
El hombre de la cabeza de goma (en francés: L'homme à la tête de caoutchouc) es un cortometraje mudo francés del año 1901, dirigida por Georges Méliès. Se encuentra numerada como la n° 382-383 en el catálogo de Star Film, y fue anunciada como una "gran novedad".
El filme es uno de los trabajos más conocidos de Méliès y algunos historiadores han argumentado (aunque otros no están de acuerdo) que representa una versión muy temprana del primer plano.

## Argumento
Un químico en su laboratorio coloca sobre su mesa su propia cabeza viva. Luego, colocando sobre su cabeza un tubo de goma con un par de fuelles, comienza a soplar con todas sus fuerzas. Inmediatamente, la cabeza aumenta de tamaño y continúa creciendo hasta que se vuelve verdaderamente colosal mientras hace morisquetas. El químico, temiendo reventarlo, abre un agujero en el tubo. La cabeza se contrae inmediatamente y vuelve a su tamaño original. Luego llama a su asistente y le informa de su descubrimiento. El asistente, deseando experimentar por sí mismo, agarra el fuelle y sopla a la cabeza con todas sus fuerzas. La cabeza se hincha hasta que estalla, derribando a los dos experimentadores. El químico, iracundo, procede a sacar a patadas a su asistente del laboratorio.

## Producción
Méliès aparece en el filme como el químico y como su cabeza duplicada. Para crear la ilusión de una cabeza en expansión, Méliès se rodeó de un fondo negro y usó una rampa construida especialmente para acercarse gradualmente a la cámara estacionaria. Luego, la cabeza se superpuso al resto de la imagen utilizando la técnica de exposición múltiple. Otros efectos especiales usados fueron stop trick y pirotécnicos.